# بطاقة وصول

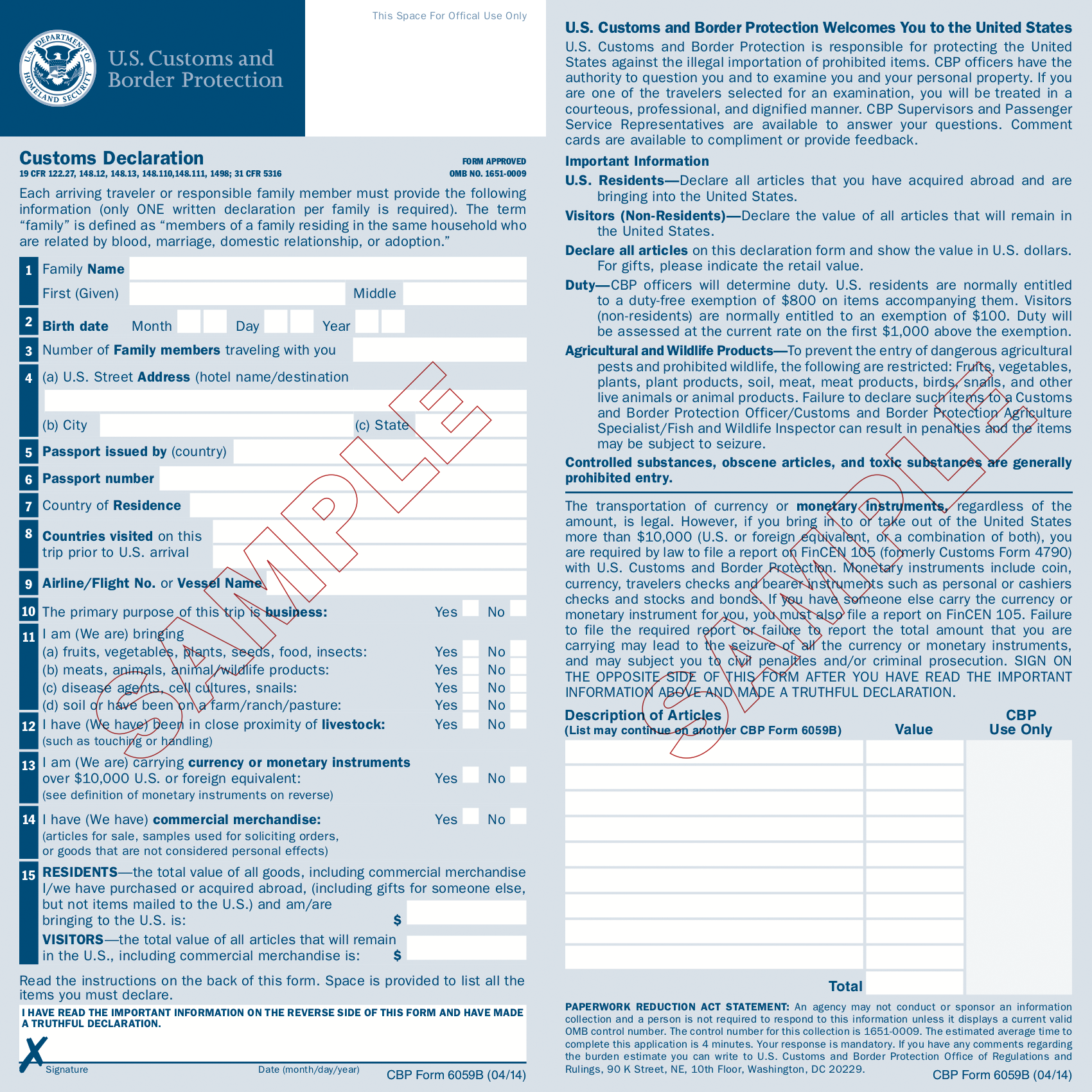
نموذج الجمارك وحماية الحدود الأمريكية 6059B (بطاقة الوصول)

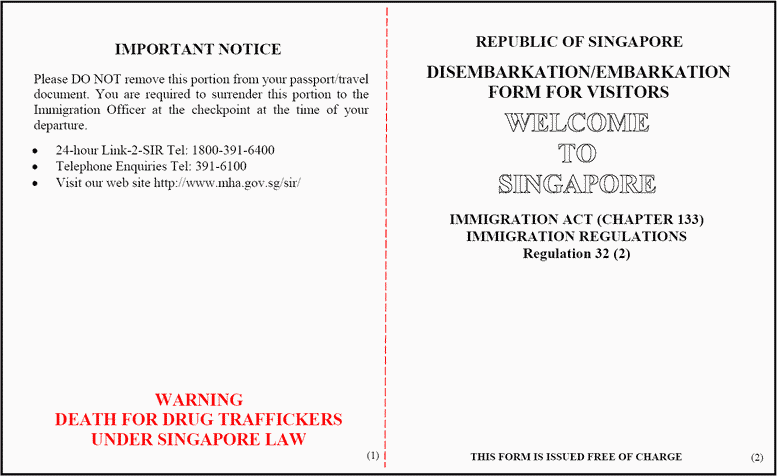
بطاقة الصعود إلى سنغافورة، لم تعد مستخدمة

بطاقة الوصول، والمعروفة أيضاً باسم بطاقة الركاب الواردة أو بطاقة الهبوط أو بطاقة النزول، هي وثيقة قانونية تستخدمها سلطات الهجرة في العديد من البلدان للحصول على معلومات حول الراكب القادم غير المقدمة في جواز سفر الراكب (مثل الصحة والسجل الجنائي، حيث أين سيبقون، والغرض من الزيارة، وما إلى ذلك) وتقديم سجل لدخول الشخص إلى البلد. قد توفر البطاقة أيضاً معلومات عن متطلبات الصحة والشخصية لغير المواطنين الذين يدخلون الدولة. تتطلب بعض الدول بطاقة وصول لكل راكب وارد، بينما تتطلب دول أخرى بطاقة واحدة لكل عائلة واحدة، والبعض الآخر يتطلب بطاقة وصول لغير المواطنين فقط.
تقوم بعض البلدان مثل تايلاند بإرفاق بطاقة مغادرة ببطاقة الوصول، والتي يتم الاحتفاظ بها في جواز سفر الأجنبي حتى مغادرته النهائية. يمكن أيضاً دمج بطاقة الوصول هذه مع بيان جمركي، والذي تطلب بعض الدول من الركاب القادمين تعبئته بشكل منفصل.
لم يعد إجراء تجميع المعلومات من بطاقات الهجرة مطلوباً من قبل سلطات سنغافورة والولايات المتحدة بعد إدخال نظام التسجيل البيومتري من قبل إدارة الهجرة ونقاط التفتيش والجمارك وحماية الحدود الأمريكية على التوالي. هناك حد أدنى من الإجراءات الرسمية عبر الحدود بين عدد من البلدان، وعلى الأخص تلك الموجودة في منطقة السفر الخالية من جوازات السفر في منطقة شنغن الأوروبية.
عادة ما يكون شرط إبراز بطاقة الوصول بالإضافة إلى شرط إبراز جواز سفر أو وثيقة سفر أخرى للحصول على تأشيرة، وفي بعض الأحيان إكمال البيان الجمركي.

## المعلومات الموجودة على البطاقة
المعلومات المطلوبة تختلف حسب الدولة. عادةً ما يتضمن نوع المعلومات المطلوبة في بطاقة الوصول ما يلي:
- الاسم لالكامل
- الجنسية
- تاريخ الميلاد
- رقم جواز السفر ومكان الإصدار وتاريخ انتهاء الصلاحية
- رقم الرحلة أو اسم الطائرة أو السفينة أو المركبة
- الغرض من الرحلة: إجازة، تعليم أو دراسة، زيارة الأقارب / العائلات، العمل، الدبلوماسية
- مدة الإقامة
- الوجهة (المحطة التالية للوصول)
- العنوان في البلد
- معلومات عن العناصر التي يتم شراؤها في الدولة والتي قد تكون ذات أهمية لسلطات الجمارك والحجر الصحي

يُطلب من المسافرين عموماً التوقيع والتاريخ والإعلان عن أن المعلومات صحيحة وصحيحة وكاملة.

## المملكة المتحدة
كان يُطلب من المواطنين من خارج المنطقة الاقتصادية الأوروبية سابقاً إكمال بطاقة الهبوط عند الدخول إلى المملكة المتحدة. وطُلب من المسافر إبراز الاستمارة بعد ملئها في مكتب قوة الحدود عند نقطة الدخول. عادةً ما يتم توفير النموذج من قبل شركة الطيران أو القطار أو شركة العبارات.
في المملكة المتحدة، كان نظام بطاقة الهبوط يحكمه قانون الهجرة لعام 1971 (جدول 2 - فقرة 5) والتي تنص على:
| « | يجوز لوزير الخارجية، بأمر صادر عن صك قانوني، أن يضع أحكاماً لمطالبة الركاب الذين ينزلون أو يغادرون في المملكة المتحدة، أو أي فئة من هؤلاء الركاب، بتقديم بطاقات الهبوط أو المغادرة إلى مسئول الهجرة إذا لزم الأمر، يجوز لوزير الخارجية أن يوجه ويطلب من مالكي أو وكلاء السفن والطائرات تزويد هؤلاء الركاب بهذه البطاقات. | » |

في أغسطس 2017، أعلنت وزارة الداخلية البريطانية أنه سيتم إلغاء بطاقات الهبوط بالكامل كجزء من التحول الرقمي وتحديث الحدود. كان من المتوقع أن يدخل هذا التغيير حيز التنفيذ بحلول الخريف. تم إلغاء بطاقات الهبوط لجميع الركاب اعتباراً من 20 مايو 2019.
غابت بشكل ملحوظ عن بطاقة الهبوط المعلومات المتعلقة بالغرض من الرحلة أو الوجهة أو أي عناصر تم إحضارها إلى البلد. المعلومات الإضافية المطلوبة من المسافرين هي مهنتهم وميناء مغادرتهم الأخير.

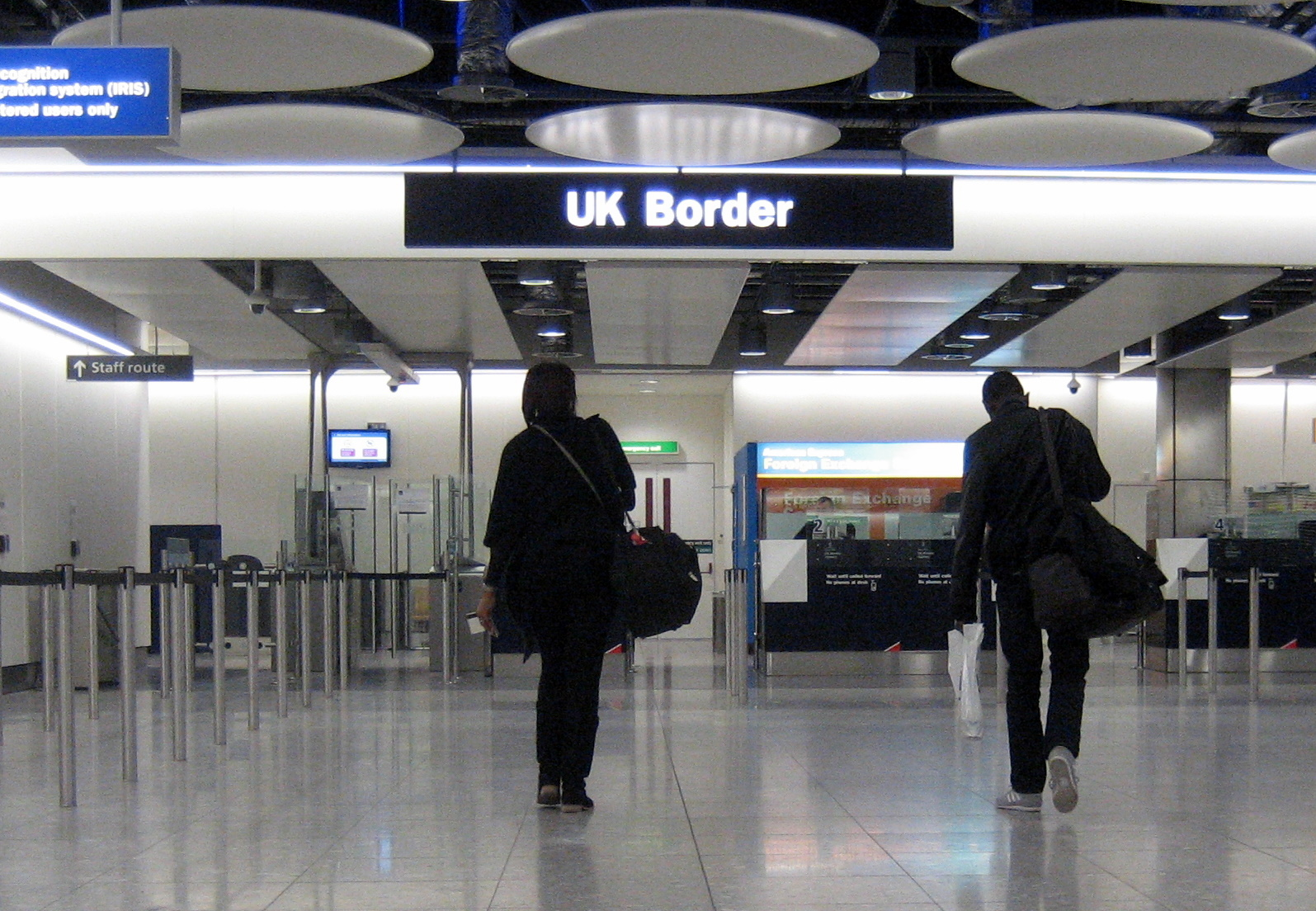
يعمل ضباط قوة الحدود على حدود المملكة المتحدة في مبنى الركاب 5 بمطار هيثرو بلندن، حيث تم تسليم بطاقات الهبوط